# Unica Zürn
Nora Berta Ruth Unica Zürn (Berlino, 6 luglio 1916 – Parigi, 19 ottobre 1970) è stata un'artista e scrittrice tedesca.

## Biografia
Fu la seconda figlia di Ralph Zürn, un viaggiatore e giornalista, e di Helene Pauline Heerdt, appartenente ad una famiglia molto agiata.
Dopo gli studi di economia, nel 1933 fu assunta come montatrice agli studi della UFA, Universum Film AG di Berlino. Dal 1936 al 1942, lavorò come scrittrice ed autrice di spot pubblicitari. Fu introdotta nell'alta società nazista nel 1931 a seguito delle seconde nozze della madre con Heinrich Doehle, allora ministro di Hindeburg e futuro alto dignitario del Terzo Reich.
Unica Zürn sposò nel 1942 Erich Laupenmühlen, un commerciante da cui avrà due figli. La coppia divorziò nel 1949 a cui seguì la separazione di Unica dai figli affidati alla custodia del padre. Iniziò a scrivere in quegli anni racconti e brevi romanzi per giornali e programmi radiofonici ambiente che la introdusse ad un milieu artistico.
A Berlino nel 1953 in occasione di una mostra incontrò l'artista Hans Bellmer (1902-1975) che accompagnerà a Parigi dove vivrà in difficili condizioni economiche in un appartamento a rue Mouffetard.
Bellmer la presentò al gruppo surrealista che la iniziò all'arte del disegno automatico grazie alla presenza di André Masson e Max Ernst, e alla compilazione di anagrammi e disegni, pubblicati successivamente sotto il titolo di Hexentexte dalla galleria Springer di Berlino. 
Gli anni a venire furono occasioni di esposizioni, la prima delle quali nella galleria parigina Le Soleil dans la tête.
Nel 1957 l'incontro con il poeta e letterato Henri Michaux fu determinante per la costruzione del personaggio di Uomo nel gelsomino, romanzo redatto tra il 1963 e il 1965, pubblicato in Italia nel 1980 dall'editore La Tartaruga.
A seguito di una depressione nervosa e di una crisi schizofrenica venne ricoverata nell'ospedale psichiatrico di Wittenau, in Germania.
Un tentativo di suicidio e le conseguenti crisi psichiatriche la portarono nell'arco di una decina d'anni a numerosi ricoveri presso le strutture psichiatriche di Sainte-Anne a Parigi nel settembre 1961, La Rochelle, e alla Maison-Blanche di Neuilly-sur-Marne nel 1966, 1969 e 1970.
Durante gli anni del ricoverò dipingeva ad inchiostro e colore.
Nel 1959 partecipò all'Exposition Internationale du Surréalisme della galleria Daniel Cordier a Parigi.
Apparve in quegli anni in alcuni scatti di Hans Bellmer: uno di essi ritrae Unica nuda accovacciata sulla copertina de Le Surréalisme, même.
Negli anni 1963-1964 i suoi disegni furono esposti alla galleria Le Point Cardinal per il cui catalogo Max Ernst redasse la prefazione e disegnò gli inviti.
Nel 1969 Hans Bellmer divenne emiplegico a causa di un ictus, cadendo in uno stato di depressione e mutismo fino alla fine dei suoi giorni.
Unica Zürn pubblicò Oscura Primavera e fu nuovamente internata presso la Maison-Blanche dove non fu più in grado di disegnare o scrivere.
Agli inizi del 1970 fu internata per una terza volta alla Maison-Blanche dove redasse un diario dal titolo Libro di storie per l'infanzia.
Il 7 aprile 1970 scrisse una lettera di chiusura del loro rapporto a Bellmer. 
Uscita dalla clinica di ritorno a casa di Bellmer si suicidò gettandosi dalla finestra.
Venne sepolta al cimitero di Père-Lachaise, insieme a Bellmer.

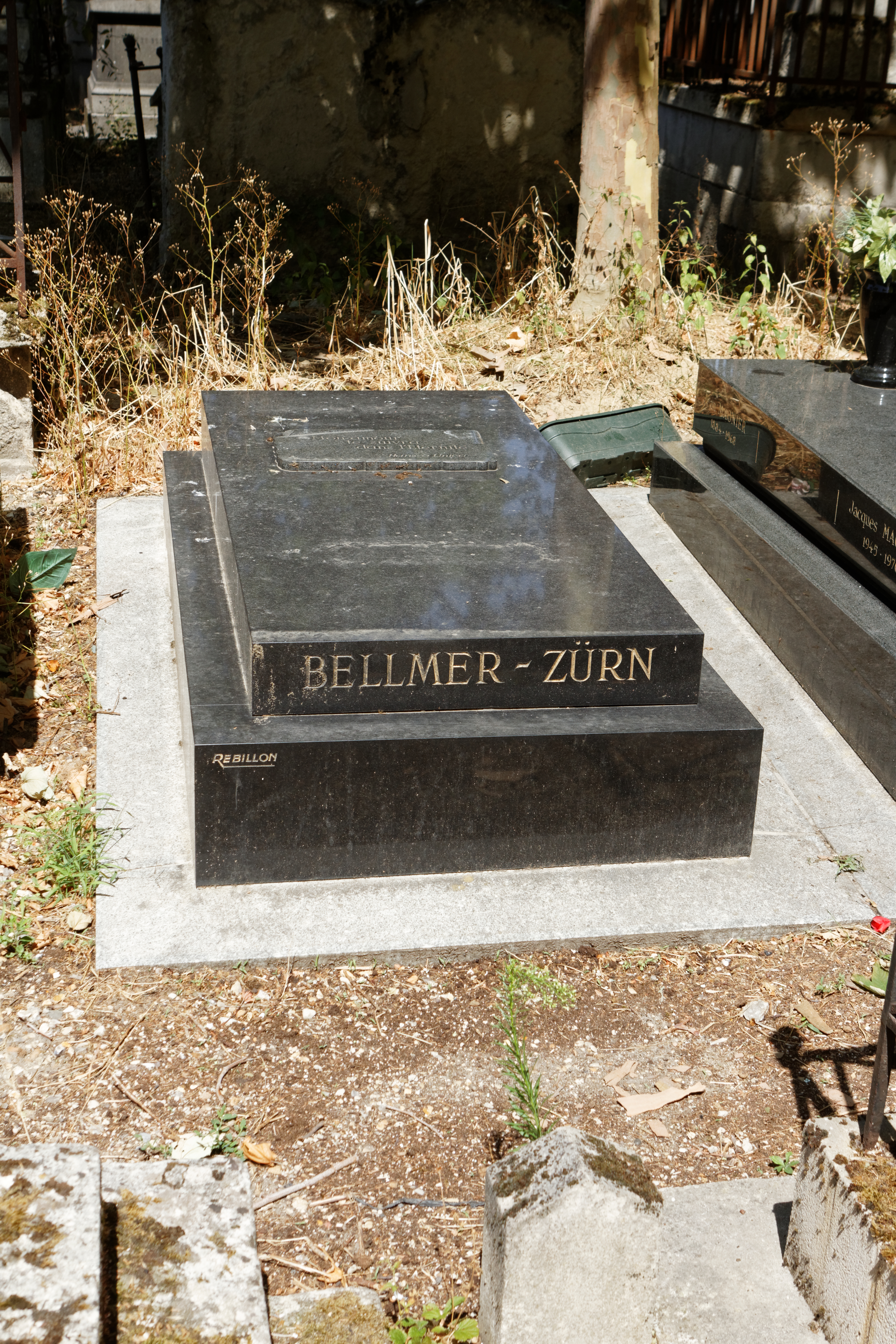
La tomba di Unica Zürn al cimitero di Père-Lachaise a Parigi.